# La Tour de guet
Pour plus de détails, voir Fiche technique et Distribution.
La Tour de guet (titre original : Gözetleme Kulesi) est un film turc réalisé par Pelin Esmer, sorti en 2012.
Il est présenté au Festival international du film de Toronto 2012.

## Fiche technique
- Titre original : Gözetleme Kulesi
- Titre français : La Tour de guet
- Réalisation : Pelin Esmer
- Scénario : Pelin Esmer
- Pays d'origine :  Turquie
- Format : Couleurs - 35 mm - 1,85:1
- Genre : Film dramatique
- Durée : 96 minutes
- Dates de sortie : 
  -  Canada : 8 septembre 2012 (Festival international du film de Toronto 2012)
  -  France : 11 septembre 2013

## Distribution
- Olgun Simsek : Nihat
- Nilay Erdönmez : Seher
- Laçin Ceylan : la mère
- Menderes Samancilar : le patron
- Riza Akin : le père
- Kadir Cermik : le chauffeur de bus